# のどじまんTHEワールド!
『のどじまんTHEワールド!』は、日本テレビ系列で2011年から2019年まで不定期に放送されていたカラオケ番組。

## 概要
日本の歌をこよなく愛する外国人が世界中から来日して歌唱力を競い、日本の歌が上手い外国人no.1を決定する。日本の歌を得意としてYouTubeで再生回数が多く話題となった外国人や、各国で歌手や聖歌隊としてコンクール受賞歴を持つ外国人などが参加している。
参加者は日本の歌への思いを語った後、日本の歌謡曲やJ-POPの中から好きな曲・得意な曲を日本語で熱唱する。第3回からはスタジオ出演の他に、来日せずに現地で歌を披露する外国人もいる（エキシビジョンの扱いで、採点対象にはならない）。回が進むにつれて全体的にレベルが高くなっており、前述のエキシビジョン参加で高評価だった後に本戦出場を果たしたり、事前に地域ごとの予選会を行うようになっている場合もある。
予選は審査員（第5回・第7回 - 第10回・第12回・第13回は大会委員長のテリー伊藤を含む）が100点満点でそれぞれ採点し、各グループの中から合計点がトップの者（第9回は上位2名）が決勝に進出する。敗退者の中から最も得点が高かった者にワイルドカードとして決勝進出の権利が与えられる回もある。決勝では予選とは異なる曲を歌唱し、予選同様に審査員が100点満点でそれぞれ採点して、合計点がトップの者が優勝となる（同点になった場合は両者同点優勝）。第11回ではブロックトーナメント形式を廃し、予選上位6人が決勝に進出する形式で行われた。第12回からは決勝戦の採点に観客審査員（1人1点、合計100点）が加わった。
第3回に司会が中居になってからは、中居の独断によって決まる『SONG FOR JAPAN特別賞』が新たに設けられた。優勝者以外から選出されるが、準優勝者を選出することもあれば、予選で大差で敗れたもののキャラクター的に気に入った人を選ぶこともある。
クリス・ハート（第3回優勝）、ニコラス・エドワーズ（第2回・第5回・第11回優勝）、ダイアナ・ガーネット（第7回優勝）の3人は番組出演後にそれぞれメジャーデビューを果たし、クリスは当番組出身歌手では初めて『NHK紅白歌合戦』に出場した。
第11回までは日本テレビでのスタジオ収録だったが、第12回からは舞浜アンフィシアターで収録が行われている。
第20回は初めて生放送された。しかし、この回を最後に放送されていない。
第1回のみ関東ローカルで放送されたが、下記の局でも遅れネットで放送された。
| 放送対象地域 | 放送局                  | 系列           | 放送日時                     | 遅れ日数  |
| ------------ | ----------------------- | -------------- | ---------------------------- | --------- |
| 沖縄県       | 琉球放送（RBC）         | TBS系列        | 2011年9月10日 15:30 - 16:30  | 77日遅れ  |
| 中京広域圏   | 中京テレビ（CTV）       | 日本テレビ系列 | 2011年10月8日 1:28 - 2:30    | 105日遅れ |
| 山形県       | 山形放送（YBC）         | 日本テレビ系列 | 2011年10月8日 13:30 - 14:30  | 105日遅れ |
| 広島県       | 広島テレビ（HTV）       | 日本テレビ系列 | 2011年10月29日 15:00 - 16:00 | 126日遅れ |
| 福岡県       | 福岡放送（FBS）         | 日本テレビ系列 | 2012年3月6日 24:29 - 25:29   | 255日遅れ |
| 宮城県       | ミヤギテレビ（MMT）     | 日本テレビ系列 | 2012年4月14日 2:03 - 3:03    | 294日遅れ |
| 鹿児島県     | 鹿児島読売テレビ（KYT） | 日本テレビ系列 | 2013年2月9日 16:30 - 17:30   | 595日遅れ |

第18回は歴代チャンピオンを1名以上含んだ12組による、グランドチャンピオン大会（以下、GC大会と略す）として開催された。12組は、「チャンピオンが個人で出場」「2人のチャンピオン同士がユニットを組んで出場」「チャンピオン1名に加え、チャンピオンと同じ国籍の別の歌手・合唱団（過去の出場経験は不問）を加えたメンバー」のいずれかとなっている。今回は予選・決勝とは分けずに、12組全てが2曲ずつを披露し、2曲の合計点によりグランドチャンピオンを決定する方式となっている。

## 放送日・出演者
| 第1回             | 2011年6月25日（土曜日） 13:30 - 14:30            | 河村亮   | 古市幸子   | -          | 高橋ジョージ マシコタツロウ 平愛梨                 | -                                                                                 | - | - |
| 第2回             | 2011年10月11日（火曜日） 22:00 - 23:24           | 魔裟斗   | 西尾由佳理 | テリー伊藤 | 堀内孝雄 瀬川瑛子 つんく♂                          | 柴田理恵 後藤輝基（フットボールアワー） サンドウィッチマン 菜々緒 ローラ          |   |   |
| 第3回             | 2012年3月9日（金曜日） 19:00 - 20:54             | 中居正広 | 西尾由佳理 | テリー伊藤 | 和田アキ子 宮本亜門 大友康平                       | 柴田理恵 剛力彩芽 後藤輝基（フットボールアワー） SHELLY ビビる大木                |   |   |
| 第4回             | 2012年7月15日（日曜日） 19:00 - 20:54            | 中居正広 | 西尾由佳理 | テリー伊藤 | 西城秀樹 宮本亜門 由紀さおり                       | 北乃きい 後藤輝基（フットボールアワー） 柴田理恵 芹那 DAIGO 友近                  |   |   |
| 第5回             | 2012年10月7日（日曜日） 19:00 - 21:54            | 中居正広 | 西尾由佳理 | テリー伊藤 | 稲垣潤一 小倉智昭 大地真央                         | SHELLY 平愛梨 千原ジュニア（千原兄弟） 冨永愛 ビビる大木 北斗晶 柳原可奈子 ユージ |   |   |
| 第6回             | 2012年12月24日（月曜日） 18:30 - 20:54           | 中居正広 | 西尾由佳理 | -          | 小倉智昭 武田鉄矢 森昌子 湯川れい子                | 浅野ゆう子 IKKO 劇団ひとり 関根麻里 平愛梨 ビビる大木                             |   |   |
| 第7回             | 2013年4月6日（土曜日） 19:00 - 21:54             | 中居正広 | 西尾由佳理 | テリー伊藤 | 高橋ジョージ 野口五郎 和田アキ子                   | 磯野貴理子 カンニング竹山 クリス松村 すみれ つるの剛士 柳原可奈子                 |   |   |
| 第8回             | 2013年10月5日（土曜日） 19:00 - 20:54            | 中居正広 | 西尾由佳理 | テリー伊藤 | 小倉智昭 世良公則 湯川れい子                       | 小木博明（おぎやはぎ） 華原朋美 関根勤 ユージ LiLiCo                              |   |   |
| 第9回             | 2013年12月24日（火曜日） 18:45 - 21:00           | 中居正広 | 西尾由佳理 | テリー伊藤 | 伊東ゆかり NOKKO 平尾昌晃                          | 東貴博 河北麻友子 クリス松村 劇団ひとり 榊原郁恵 高橋真麻                         |   |   |
| 第10回            | 2014年3月22日（土曜日） 19:00 - 21:54            | 中居正広 | 西尾由佳理 | テリー伊藤 | 世良公則 戸田恵子 未唯mie 和田アキ子               | 関根勤 平愛梨 田中卓志（アンガールズ） 博多華丸・大吉 松本伊代                    |   |   |
| 第11回            | 2014年10月4日（土曜日） 19:00 - 20:54            | 中居正広 | 西尾由佳理 | テリー伊藤 | 秋川雅史 大友康平 武田鉄矢 八代亜紀                | 尾上松也 剛力彩芽 坂上忍 サンドウィッチマン 東尾理子                              |   |   |
| 第12回            | 2015年3月11日（水曜日） 19:00 - 21:54            | 中居正広 | 水卜麻美   | テリー伊藤 | 石井竜也 高見沢俊彦（THE ALFEE） 宮本亜門 森公美子 | 石原良純 中村アン 博多華丸・大吉 柳原可奈子                                       |   |   |
| 第13回            | 2015年9月30日（水曜日） 19:00 - 20:54            | 中居正広 | 西尾由佳理 | テリー伊藤 | 相川七瀬 大友康平 小室哲哉 森昌子                  | 勝俣州和 坂下千里子 橋本環奈 日村勇紀（バナナマン） 松本伊代                      |   |   |
| 第14回            | 2016年3月9日（水曜日） 19:56 - 21:54             | 中居正広 | 西尾由佳理 | テリー伊藤 | 小室哲哉 高見沢俊彦（THE ALFEE） NOKKO             | あばれる君 陣内智則 平愛梨 ヒロミ 柳原可奈子                                      |   |   |
| 第15回            | 2016年10月26日（水曜日） 19:56 - 21:54           | 中居正広 | 西尾由佳理 | テリー伊藤 | 小室哲哉 松崎しげる 宮本亜門 和田アキ子            | いとうあさこ 栄和人 サンドウィッチマン 登坂絵莉 森泉                              |   |   |
| 第16回            | 2017年5月13日（土曜日） 19:00 - 20:54            | 中居正広 | 西尾由佳理 | テリー伊藤 | 石井竜也 小室哲哉 May J.                           | 佐藤栞里 高梨臨 羽鳥慎一 林家たい平 横澤夏子 高梨沙羅（VTR出演）                  |   |   |
| 第17回            | 2017年11月25日（土曜日） 19:00 - 21:54           | 中居正広 | 西尾由佳理 | テリー伊藤 | 小林幸子 小室哲哉 椎葉克宏 湯川れい子              | 陣内智則 滝沢カレン 田中美佐子 長嶋一茂 平野ノラ                                  |   |   |
| 第18回 （GC大会） | 2018年3月10日（土曜日） 19:00 - 21:54            | 中居正広 | 西尾由佳理 | テリー伊藤 | 相川七瀬 加藤登紀子 松崎しげる 南こうせつ          | 小倉優子 菊池風磨（Sexy Zone） 児嶋一哉（アンジャッシュ） 高島礼子 羽鳥慎一       |   |   |
| 第19回            | 2018年10月20日（土曜日） 19:00 - 20:54           | 中居正広 | 西尾由佳理 | テリー伊藤 | 相川七瀬 梅沢富美男 つんく♂                        | 池田美優 陣内智則 林家たい平                                                      |   |   |
| 第20回            | 2019年9月11日（水曜日） 19:00 - 20:54 （生放送） | 中居正広 | 西尾由佳理 | テリー伊藤 | 清塚信也 Chage 湯川れい子                          | 岡田結実 霜降り明星                                                               |   |   |

## 歴代優勝者
| 回                | 出場組数 | 優勝者 | 優勝者歌唱曲 | SONG FOR JAPAN 特別賞                                     |
| ----------------- | -------- | --- | --- | --------------------------------------------------------- |
| 第1回             | 10組     | リボンヌ・ムーア （アメリカ・ミシガン州代表）                                                                                | DREAMS COME TRUE「未来予想図II」 | （不在） ※中居のMC就任前                                  |
| 第2回             | 12組     | ニコラス・エドワーズ （アメリカ・オレゴン州代表）                                                                            | 予選：Mr.Children「innocent world」 決勝：レミオロメン「粉雪」                                                                                       | （不在） ※中居のMC就任前                                  |
| 第3回             | 16組     | クリス・ハート （アメリカ・カリフォルニア州代表）                                                                            | 予選：SMAP「夜空ノムコウ」 決勝：小田和正「たしかなこと」                                                                                            | ベングト・オルソン （スウェーデン代表）                   |
| 第4回             | 16組     | ヴィンセント・シェブスダート （ドイツ代表）                                                                                  | 予選：小田和正「言葉にできない」 決勝：平井堅「瞳をとじて」                                                                                          | クリストファー・サントス （メキシコ代表）                 |
| 第5回             | 20組     | ニコラス・エドワーズ （アメリカ・オレゴン州代表）                                                                            | 予選：CHAGE and ASKA「SAY YES」 決勝：サザンオールスターズ「TSUNAMI」                                                                                | ディラーラ・アイバル （トルコ代表）                       |
| 第6回             | 16組     | ポール・バラード （イギリス代表）                                                                                            | 予選：レミオロメン「粉雪」 決勝：山崎まさよし「One more time, One more chance」                                                                      | テット・チャンソティア （カンボジア代表）                 |
| 第7回             | 20組     | ダイアナ・ガーネット （アメリカ・ワシントンD.C.代表）                                                                        | 予選：globe「DEPARTURES」 決勝：Hysteric Blue「春〜spring〜」                                                                                        | ジョン・ルーカス （ジャマイカ代表）                       |
| 第8回             | 16組     | マキシム・ノビツキー（同点優勝） （ウクライナ代表）オマール・カバン（同点優勝） （プエルトリコ代表）                         | 予選：尾崎紀世彦「また逢う日まで」 決勝：尾崎豊「OH MY LITTLE GIRL」予選：TULIP「青春の影」 決勝：レミオロメン「粉雪」                               | ラミャ （フランス代表）                                   |
| 第9回             | 15組     | トッド・スピッツ （アメリカ・ニューヨーク州代表）                                                                            | 予選：森山直太朗「愛し君へ」 決勝：槇原敬之「冬がはじまるよ」                                                                                        | アリーナ・ザイヒェ （ドイツ代表）                         |
| 第10回            | 20組     | テン・ブン・ソン・ジェレミー （シンガポール代表）                                                                            | 予選：コブクロ「ここにしか咲かない花」 決勝：絢香「三日月」                                                                                          | パルリット・オレ・ケレク （ケニア代表）                   |
| 第11回            | 14組     | ニコラス・エドワーズ （アメリカ・オレゴン州代表）                                                                            | 予選：WANDS「もっと強く抱きしめたなら」 決勝：玉置浩二「メロディー」                                                                                 | ジェイ・ブリトン （イギリス代表）                         |
| 第12回            | 16組     | アンナ・パタイ （ハンガリー代表）                                                                                            | 予選：篠原涼子「恋しさと せつなさと 心強さと」 決勝：Che'Nelle「ビリーヴ」                                                                           | ザ・ジュベア・シンガーズ （アメリカ・ニューヨーク州代表） |
| 第13回            | 12組     | ファティマ・ザハラトゥンニサ （インドネシア代表）                                                                            | 予選：YUI「Good-bye days」 決勝：いきものがかり「ブルーバード」                                                                                      | フロラ・スピネリ （フランス代表）                         |
| 第14回            | 10組     | グルム・カシィムバエヴァ （キルギス代表）                                                                                    | 予選：竹内まりや「元気を出して」 決勝：夏川りみ「涙そうそう」                                                                                        | リトル・シンガーズ・オブ・アルメニア （アルメニア代表）   |
| 第15回            | 12組     | ロドリゴ・インチャウスティ（同点優勝） （アルゼンチン代表）マイケル・デイビッド・ボデイン（同点優勝） （フィリピン代表）     | 予選：尾崎紀世彦「また逢う日まで」 決勝：松山千春「大空と大地の下で」予選：徳永英明「壊れかけのRadio」 決勝：斉藤和義「歌うたいのバラッド」          | ニコラス・エドワーズ （アメリカ・オレゴン州代表）         |
| 第16回            | 12組     | ニーラジャ・スンダー・ラージャン（同点優勝） （インド代表）民族楽団リチャリー（同点優勝） （ペルー代表）                     | 予選：Every Little Thing「Time goes by」 決勝：上白石萌音「なんでもないや（movie ver.）」予選：美空ひばり「愛燦燦」 決勝：河島英五「酒と泪と男と女」 | アナ&ヴィクトリア姉妹 （アルゼンチン代表）                |
| 第17回            | 15組     | スウィンキー （ケニア代表）                                                                                                  | 予選：広瀬香美「ゲレンデがとけるほど恋したい」 決勝：YEN TOWN BAND「Swallowtail Butterfly 〜あいのうた〜」                                           | マリオ&マティアス （アルゼンチン代表）                    |
| 第18回 （GC大会） | 12組     | フィリピンオールスターズ （マイケル・デイビッド・ボデイン、 ベルナード・パラット、 クリシャ・ヴィアジェ） （フィリピン代表） | 1曲目：絢香×コブクロ「WINDING ROAD」 2曲目：MONGOL800「小さな恋のうた」                                                                              | （GC大会のため選出なし）                                  |
| 第19回            | 12組     | アナ・ヴィージャ （コロンビア代表）                                                                                          | 予選：宇多田ヒカル「Automatic」 決勝：MISIA「アイノカタチ feat. HIDE (GReeeeN)」                                                                     | リカルド・クーサンス （ブラジル代表）                     |
| 第20回            | 9組      | アナ・ヴィージャ （コロンビア代表）                                                                                          | 予選：MONGOL800「小さな恋のうた」 決勝：HY「366日」                                                                                                  | ZeRO （アメリカ・マサチューセッツ州代表）                 |

## スタッフ
第20回放送分
- 企画・演出：五歩一勇治
- ナレーション：あおい洋一郎、ニコラス・ペタス
- TM：望月達史（第17回-、第9,11-15回ではCAM、第10回ではSW）
- TD：鈴木昭博（第20回、第4,8,9,11回は調整、第14-19回はVE）
- SW：安藤康一（第2-9,11回-）
- CAM：福田伸一郎（第16,17,19回-）
- クレーン（第18回-）：牧田いづみ（イエローフラッグ、第20回）
- MIX（第6回までは音声と表記）：今野健（第19回-、以前も担当）
- VE：三橋崇弘（第20回）
- PA（第17回-）：十河順一（TOKYO-ONKEN、第17回-）
- モニター：太田和明（インターナショナルクリエイティブ、第1-17,19回-）
- 照明：千葉雄（第11,14回-）
- TK：坂本幸子、田中彩（田中→第14,20回）
- 編集：木村有宏（エスユー、第13回まではザ・チューブ）、今田隆之（エスユー、第14回-、第17回まではザ・チューブ）
- MA：鳥居拓也（イマジカ、第18回まではDREAM SPACE）
- 音効：岡田淳一、古川市郎（古川→第20回）
- 音楽プロデューサー：鈴木豪
- ノンリニ（第20回）：菅谷恵子（第20回）
- CG：小倉ヨシヒロ（OGOOD、第2回ではCGデザイン）
- VIZ（第20回）：狩野博貴、大竹栄子、中村桂子（共に第20回）
- ECG（第20回）：滝澤奈美子、吉本江里菜（共に第20回）
- 技術協力：NiTRO（第2回はロケ技術と名義）
- 美術協力：日テレアート
- 美術プロデューサー：櫻場千尋（第20回）
- デザイン：北原龍一（第11回 -）
- 装置：矢口幸二（第20回）
- 電飾：福地里花（第19回-）
- 装飾（第14回は表記なし）：林孝一（第12,13,15,17回-）
- 花飾：長内健太（第20回）
- 特効：内山栄一（第20回）
- バルーン：福地有策（第16,18回-）
- 作画：輪派絵師団
- メイク：星野沙紀（第20回）
- 撮影協力：成田国際空港
- 編成：田中俊光（第20回）
- 営業：鈴木信（第20回）
- メディア戦略（第20回）：栗原甚（第20回）
- データ放送（第20回）：稲福祥子、水野雄太、茂住彩織、伊藤弘樹、長谷部慎（共に第20回）
- 運営・AGASUS：光岡裕子（第1-17,19回-）・脇阪真琴（第18回-）・柏木美宏（第14,20回）・鈴木涼介（第16回-）・南修太（第20回）・野崎遥（第20回、第18回は遥香名義）・山崎李奈（第19回-）
- 通訳（第20回）：野村佳子（英語）、石原裕子（スペイン語）、稲本智佳子（ロシア語）、田村麻衣子（英語）、佐野広美（マレー語）、ダテ ダナシュリー（マラーティー語）
- 演出補：稲葉一馬、伊藤千夏、豊村壮輝、丈達楓、田中瑞絵、米澤暁宏、安川舞香、出原逸、伊藤杏朱、及部弘右平、西渕隆、野本開（稲葉・伊藤→第19回-、豊村以降→第20回）
- AP：嶋嵜太郎（第19回-）
- デスク：近藤由衣
- FM：川名良和（第15回-、第11回-14回はFD）
- FD：長谷川栄治（第14回-）、中西一浩（第15回-、第14回は制作スタッフ）
- ステージ（第20回）：赤木直樹（第20回、第19回は装置）
- ディレクター：藤村潤、山田大樹（山田→第1 - 16,18回-）、吉濵(濱)明秀、戸塚謹嗣、山中伸二、小松生子（山中・小松→第14回-）、比嘉智樹（第16回-Dに復帰►第15回では制作スタッフ）、宇野慎也（第5 - 11,14回-、第4回は制作スタッフ）、沖浦雅俊（第9,15回-、第8,10回は演出補）、金誠貴（第17回-、第14-16回は演出補）、吉田雄太郎（第20回）、益子さおり（第15,19回-、第11-13,16,17回は制作スタッフ）、大久保健、難波江祐平（大久保・難波江→第20回）、竹野木綿（第20回、第7,10回は海外コーディネーション、第15,17回は制作スタッフ、第18回はAP）、加藤健太（第20回、以前もディレクター、第14回は制作進行）
- プロデューサー：小江翼（第18回-）／石井玲（第19回-、第10-13回はAP）、石川絵里（第20回）、梅木顕（第20回、第17-19回はAP）
- 統括プロデューサー（第18回-）：三觜雅人（第18回-）
- チーフプロデューサー：横田崇（第20回）
- 制作協力：AX-ON
- 製作著作：日本テレビ

### 過去のスタッフ
- ナレーション：古市幸子（日テレアナウンサー、第3回まで）、馬場典子（日テレアナウンサー、第4回）、上田まりえ（日テレアナウンサー、第5-7回）
- 構成：大名祥子（第13回まで）、加藤淳一郎、小林昌弘、星野さやか（加藤〜星野→第15回まで）、藤井靖大（第2,8 - 16回）
- TM：江村多加司（第14回まで）、小椋敏宏（第15,16回）
- TD：牛山敏彦（第16回、第5,6回ではVE）、加賀金重郎（第14,17-19回）
- CAM：吉田健治（第10回）、早川智晃（第18回）
- クレーン（第18回-）：石井伸昭（イエローフラッグ、第18,19回）
- 音声：大島康彦（第2,3回）
- MIX（第6回までは音声と表記）：原秀彰（第17,18回）
- VE：小峰祐司（第12,13回）
- 調整（第1,2回）→VE（第3回）：塩原和益（第2,7回）、斉藤孝行（第3回）
- 照明：名取孝昌（第2回）、高橋明宏（第3 - 10,12,13回）
- モニター：五島陽一（インターナショナルクリエイティブ、第18回）
- CG：堀江隆臣（第17回）
- 音効：高村幸一（第16-19回）
- 美術プロデューサー：牧野沙和（第19回まで）
- デザイン：大竹潤一郎（第2-10,12,13,17回）、小川裕史（第19回）
- 美術補佐：杉山知香（第13回まで）
- 装置：石原隆（第16,17回）、大槻俊介（第18回）
- 装飾：吉田研二（第8回）、佐々木洋平（第9,10回）、高橋吉彦（第11回）、片岡あさみ（第16回）
- 電飾：樋口巧（第1 - 13,15 - 18回）、花谷恭祐（第14回）
- 花飾：熊田康夫（第3回）、松本美智子（第2,4 - 7,9,10回）、鳥海ゆきの（第8,11 - 13回）、藤崎華代（第14回）、鈴木晴美（第15回）、原京子（第16-19回）
- 特効：堀田秀二郎（第19回まで）
- メイク：堤紗也香（第2回）、土屋裕子（第2,3,12,13回）、外山奈津子（第4回）、林朋香（第5,6回）、高江洲結子（第7,14,18,19回）、末武美穂（第8回）、大野真二郎（第9回）、塩山千明（第10回）、小室あい（第11,15回→第11回は、メークと表記）、川崎マロミ（第16回）、柴田茜（第17回）
- バルーン：池山武（第13回まで）、瀧本芳実（第14回）、清川啓介（第15回）、比留間太一（第17回）
- 題字：白鳥（第11回まで）
- 編集：佃豪人（DREAM SPACE、第2回）
- 編成：高谷和男（第3回）、鈴木淳一（第4-7回）、佐藤俊之（第8回）、植野浩之（第3,6 - 13回）、炭谷宗佑（第9 - 13回）、末延靖章、舟津宜史（末延・舟津→第14回）、武末大作（第18回）、西野真貴（第19回）
- 宣伝→広報：柳沢典子（第2回）、戸田聖一郎（第3 - 13回）、西室由香里（第14-19回）
- 営業：梶原美緒（第4回）、東井文太（第6,7回）、清水美菜子（第8,9回）、夏目充博（第10回）、草柳和宏（第11 - 13,18回）、中村圭吾（第14回）、梶本眞子（第15回）、酒向真一（第16,17回）、濱崎泰彦（第19回）
- 音楽制作：佐藤舞（第1-4回）
- 通訳：大島香（第1-4回）
- 海外コーディネーション：NTV EUROPE（第3,8回）、THAI MIKASA（第3回）、OCDOWORLD KENYA LIMITED（第4回）、ネイティブブラジル（第4回）、INDONESIAMAX（第4回）、EVENTS PRODUCTION（第4,8回）、NTVIC（第4,8回）、大坪麻夕子（第7回）、M&M Media Services（第7,9回）、ファニプロラテンアメリカ（第8回）、インダスヘリティジ（第9回）、Momenita（第8,9回）、DODOWORLD KENIA LIMITED（第14回）
- 撮影協力：小笠原伯爵邸（第4回）、舞浜アンフィシアター（第12 - 14,18回）、Natalie Anna Jacobsen（第13回）、MOMENITA（第14回）、東京国際フォーラム（第16回）、ディファ有明（第17回）
- 音源協力（第16回）：エレヴァートミュージックエンターテイメント
- 写真提供：ジャマイカ政府観光局（第3回）
- 映像提供：ゲッティ（第3回）、Winistry of Tourism and Creative Economy,Republic of Indonesia（第4回）、Jリーグメディアプロモーション（第4回）
- 運営：森田佳苗（第15回まで）・佐々木有雅（第15 - 17,19回）・植原佳世子（第19回まで）[全員AGASUS]
- 制作デスク→デスク：田村麻衣（第4回）、濱村吏加（第4,7回）、山本恭代（第6回）、志村美果（第8,9回）、杉山亜沙美（第10回）
- 制作スタッフ：山本哲也（第4回）、花谷和典、入江亜紀子（第4回はAP）、若松七重、藤井隆介（若松・藤井→第7回）、大道貴志（第13回）、市野雅一、大西徹、青山敏雄、大塚明、三上由貴、小林哲平（小林→第10,12,13回は演出補）、北山紗妃（市野以降→第14回）、川島啓史（第11 - 16回）、山本怜奈（第14 - 16回）、髙柳健太朗（第11回ではD、第15回）、川原三穂、村岡涼子（川原・村岡→第16回）、小松聡（第11-17回）、野中翔太、山田美穂（野中・山田→第17回）、吉川美由紀（第17回、第7,8回はAP）
- ステージング：舟越水咲（第16回まで）
- AP：平野綾音（第2回）、岩田真奈美（第3,6回）、熊坂朋美（第6回）、鯉江舞（第8,9回）、延吉宏美（第12,13回）、伊藤美波（第14 - 16回）、伊藤道太（第14-17回）、山﨑みみ（第18回）、入江将也（第18,19回、第9回まで制作スタッフ、第10,11回は制作進行）
- 制作進行：古賀絢子（第2,3回）、増田沙織（第14 - 16回）
- アシスタントディレクター：塩苅優（第3回）
- 演出補：伊藤弘暁（第4回）、真塩竜之介（第4回）、佐々木大輔（第6回）、田邊良樹（第7,8回）、佐藤良樹（第8回）、名取佑樹（第9回）、吉田賢人（第9回）、宮原環奈、猶崎かなえ（宮原・猶崎→第11回）、坂井花織（第11 - 14回）、齋藤恵介（第13,17回）、石橋風吾、安藤航基（石橋・安藤→第14回）、田中麻未（第14,15回）、黒柳和香奈、溝田梨江、丸井彩也夏（黒柳以降→第16回）、中山絵理、寺岡沙織（中山・寺岡→第15-17回）、竹中修（第17回）、三谷萌乃（第17,18回）、糸賀綾香、加治木賢真（共に第18回）、藤原のぞ美、阿部佑哉（共に第19回）
- FD：後藤剛、五十嵐幹士（2人共→第16回）
- ディレクター：箙英明（第3回）、相澤衆（第4回）、田中真之、川上渡、武石一也（武石→第8回まで）、園田直樹（園田→第2回までAD）、落合圭太、田川眞丈、山﨑恵美子（山﨑→第11回-18回、以前は制作スタッフ）、木村拓雄（第18回、第13-17回は演出補）、森伸太郎（第18回、第7-12,15回は制作スタッフ）、宮崎浩一（第18回まで）、高野修、藤田主馬（共に第19回）
- プロデューサー：瓜生健（第11-17回）、田中淳一（第1-5回）、伊藤実枝子（第1-5回）、本井雅美（第4回はAP、第5-7回）、大澤裕二、上野尚偉（上野→第17回まで）、高橋正昭（第18回）、柴田雅美（第19回まで）
- チーフプロデューサー：森實陽三（第1-3回）、安岡喜郎（第4-10回）、遠藤正累（第11-19回、第10回までプロデューサー）
- 制作協力：SGEM（第16回）

## パロディ企画
- めちゃ×2イケてるッ!（フジテレビ系列）

2014年1月18日に『歌へたじまん ザ!ワールド』が放送される。司会はナインティナインと住吉美紀が担当する。